# Rząd Ludwika Gutakowskiego
Rząd Ludwika Szymona Gutakowskiego powstał 14 grudnia 1807 r. i przetrwał do listopada 1808 r.

## Skład rządu
- Prezes Rady Ministrów Ludwik Szymon Gutakowski
- Minister Wojny książę Józef Poniatowski
- Minister Spraw Wewnętrznych Jan Paweł Łuszczewski
- Minister Policji Aleksander Potocki
- Minister Sprawiedliwości Feliks Franciszek Łubieński
- Minister Przychodów i Skarbu Tadeusz Dembowski